# يونجالو (نمين)
يونجالو هي قرية في مقاطعة نمين، إيران. يقدر عدد سكانها بـ 545 نسمة بحسب إحصاء 2016.